# Социальный аудит
Социальный аудит — процесс оценки, подготовки отчёта, повышения эффективности функционирования и стиля работы организации, средство измерения её воздействия на общество в целом. При помощи социального аудита можно измерить степень корпоративной социальной ответственности. Им оцениваются прежде всего формальные и неформальные правила поведения внутри организации, мнения сторон, заинтересованных в деятельности компании, с целью выбора условий, благоприятных для менеджмента качества и развития человеческих ресурсов. Подобно внутреннему финансовому аудиту, социальный аудит требует чёткой постановки критериев исследования: каких результатов компания стремится достичь, мнение каких групп общественности влияет на успех её бизнеса и в каких показателях будет измеряться её эффективность.